# Казимирово (Смоленская область)
 Казимирово  — деревня  в  Смоленской области России,  в Руднянском районе. Расположена в западной части области  в 15  км к югу от Рудни, в 13 км севернее автомагистрали М1 «Беларусь» на правом берегу реки Березина.   Население — 521 житель (2007 год). Административный центр Казимировского сельского поселения. 

## Экономика
Средняя школа, дом культуры.